# Renovabis
Renovabis je karitativna organizacija Katoličke Crkve u Njemačkoj. 
Utemeljena je u 1993. u Njemačkoj, gdje se nalazi i njezin središnji ured. Prve korake u njezinu osnutku je u ožujku 1993. učinila Njemačka biskupska konferencija, a daljnje korake je napravio Središnji odbor njemačkih katolika. 4. svibnja 1993. se predstavila njemačkoj javnosti.
Svrha organizacije je jačanje Crkve u srednjoj, istočnoj i jugoistočnoj Europi. Podupire pastoralne, društvene i socijalne projekte u bivšim socijalističkim državama s tih prostora. Na logotipu je istaknuto da je Renovabis akcija solidarnosti njemačkih katolika s ljudima u srednjoj i istočnoj Europi (»Solidaritätsaktion der deutschen Katholiken mit den Menschen in Mittel- und Osteuropa«).
Među projekte koje je ova organizacija pomogla jesu i katoličko bogoslovno sjemenište "Augustinianum" u Subotici, obnova Franjevačke klasične gimnazijeu Visokom i ini.

## Vanjske poveznice
- (njem.) Službene stranice
- Rebić, Adalbert. 7. međunarodni kongres Renovabis Bogoslovska smotra, br.4 (2003.)